# Cylindrarcturus longitelson
Cylindrarcturus longitelson là một loài chân đều trong họ Antarcturidae. Loài này được Brandt miêu tả khoa học năm 2002.